# 제999아프리카 경사단
제999아프리카 경사단(독일어: 999. leichte Afrika-Division)은 나치 독일의 형벌부대 중 하나다. 제999형벌사단(독일어: Strafdivision 999)이라고도 한다.
1942년 10월 제999아프리카 여단(독일어: Afrikabrigade 999)으로 편성되었다가 이후 사단으로 확장되었고 1943년 초 튀니지에 파견될 예정이었다. 하지만 아프리카 전선에서 추축군이 패배하면서 무산되었다. 선발대로 아프리카에 파견된 부대들은 사단본부와 독립적으로 싸우다 궤멸되었고, 나머지는 그리스 방면으로 보내져 대분란전에 종사했다. 팔크 하르나크 등 몇몇 병사들은 탈영하여 자유 독일 반파시스트 위원회를 만들기도 했다.

## 역대 사단장
- 대령 하인츠 카를 폰 린클레프 – 1942년 10월 ~ 1943년 2월 2일 : 스탈린그라드 전투 패배 이후 러시아 전선으로 전출됨
- 중장 쿠르트 토마스 – 1943년 2월 2일 ~ 1943년 4월 1일 : 튀니지로 가던 도중 수송기가 격추되어 작전 중 사망
- 소장 에른스트-귄터 바데 – 1943년 4월 2일 ~ 1943년 5월 13일

## 편제
여단 시절 편제:
- 제961아프리카 보호연대 (Afrika-Schützen-Regiment)
- 제962아프리카 보호연대 (Afrika-Schützen-Regiment 962)
- 제999통신중대 (Nachrichten-Kompanie 999)

사단 시절 편제:
- 사단참모부 (Stab)
- 제999사단지도작성실 (Divisions-Kartenstelle 999)
- 제961아프리카 보호연대 (Afrika-Schützen-Regiment 961)
- 제962아프리카 보호연대 (Afrika-Schützen-Regiment 962)
- 제963아프리카 보호연대 (Afrika-Schützen-Regiment 963)
- 제999대전차자주포분견대 (Panzerjäger-Abteilung 999)
- 제999포병연대 (Artillerie-Regiment 999)
- 제999공병대대 (Pionier-Bataillon 999)
- 제999수색분견대 (Aufklärungs-Abteilung 999)
- 제999측량부대 (Astronomischer Messtrupp 999)
- 제999작업중대 (Werkstatt-Kompanie 999)
- 제999해독포대 (Entgiftungs-Batterie 999)
- 제999보급대대 (Nachschub-Bataillon 999)
- 제999도축중대 (Schlächterei-Kompanie 999)
- 제999제빵중대 (Bäckerei-Kompanie 999)
- 제999사단급양청 (Divisions-Verpflegungsamt 999)
- 제999구호중대 (Sanitäts-Kompanie 999)
- 제999병원차출장대 (Krankenkraftwagen-Zug 999)
- 제999수의중대 (Veterinär-Kompanie 999)
- 제999야전헌병부대 (Feldgendarmerie-Trupp 999)
- 제999야전우편청 (Feldpostamt 999)

## 같이 보기
- 아프리카 군단
- 아우구스트 란트메서
- 사단 (군사)
- 아프리카 기갑군
- 독일 국방군의 사단 목록